# Chymomyza japonica
Chymomyza japonica är en tvåvingeart som beskrevs av Toyohi Okada 1956. Chymomyza japonica ingår i släktet Chymomyza och familjen daggflugor. Inga underarter finns listade i Catalogue of Life.